# Överuman
Der Överuman oder Uman ist ein aufgestauter See an der norwegisch-/schwedischen Grenze.
Er hat eine Fläche von 84,47 km² und liegt auf einer Höhe von 523,8 m.
Die Wasserspiegel kann zwischen 520 und 525 m variieren.
Der größte Teil des Sees befindet sich in Schweden, in der Provinz Västerbottens län, rund 160 km nordwestlich von Storuman, ein kleinerer Teil (3,17 km²) bei Rana in der norwegischen Provinz Nordland.
Der norwegische Teil des Sees wird als Umbukta bezeichnet.
Am Nordostufer des Sees führt die Europastraße 12 entlang.

## Kraftwerk
Vom Stausee führt ein Druckstollen zum abstrom gelegenen Kraftwerk Klippen.
Dieses wurde 1994 in Betrieb genommen und besitzt eine installierte Leistung von 27 MW, eine Jahresleistung von 100 GWh und eine Fallhöhe von 65 m.